# Feliks Szymanowski (pianista)
Feliks Andrzej Szymanowski (ur. 30 stycznia 1879 w majątku Orłówka, zm. 26 albo 25 marca 1934 w Warszawie) – polski pianista i kompozytor. Starszy brat Karola Szymanowskiego. 
Kształcił się muzycznie pod okiem Aleksandra Michałowskiego. Był kompozytorem muzyki ówcześnie popularnej w typie operetkowym i salonowym.
Razem z Karolem opracowali na fortepian zbiór patriotycznych pieśni pt. 20 pieśni polskich.